# Česi u Bosni i Hercegovini
Česi su nacionalna manjina u Bosni i Hercegovini.
U Bosni i Hercegovini ih danas ima oko tisuću. Prvi su stigli poslije austro-ugarskog zaposjedanja BiH 1878. godine. Radi prilagođavanja BiH suvremenom društvu, austro-ugarska uprava javno je pozvala sve zainteresirane školovane osobe doći u BiH, a neke je i poslala po zadatku u BiH. Stručnjacima koji su se odazvali javnom pozivu, vlast je zauzvrat nudila besplatno zemljište i prigode za zapošljavanje. Odazvali su se razni narodi, među njima i Česi.
Pridošli Česi su mnogo pridonijeli civiliziranju BiH, osobito na planu gospodarskog, urbanog i kulturnog razvitka. Organizirali su i otvorili brojne industrijske i rudarske pogone. Zasluge su velike u cestovnoj i željezničkoj infrastrukturi te početcima telekomunikacija. Brojni su češki stručnjaci: činovnici, suci, administrativni radnici, obrtnici svih struka, bankari, ugostitelji, liječnici, farmaceuti, učitelji, geometri, glazbenici dali svoj obol uzdizanju BiH.
Doseljeni Česi osnovali su svoje naseobine. Administrativno-industrijske bile su u Banjoj Luci, gdje je 1895. svaki peti stanovnik bio Čeh, pa Sarajevu, Bosanskom Brodu, Derventi, Mostaru, Usori, Tuzli i Zenici. Zemljoradničke naseobine bile su u Mačinom Brdu kod Prnjavora, Novoj Vesi, Novoj Topoli i Vranduku. Zemljoradničko-rudarsko-administrativna kolonija bila je u Prijedoru. U samo dvije godine u BiH je doselilo više od 7000 Čeha, većinom katolika. Većina ih je živjela u Sarajevu i Banjoj Luci. U Sarajevo su dolazili Česi iz Češke, Moravske i Šleske. Do Drugoga svjetskog rata u BiH je živjelo oko šest tisuća Čeha.
Drastičan pada broja Čeha je nakon Rezolucije Informbiroa. Česi su bili prisiljeni napustiti BiH protiv svoje volje. Oduzeta im je zemlja i zatvarana su njihova društva. Broj je opao na 1987. Sklapanje mješovitih brakova s drugim stanovnicima BiH pridonijelo je pojačanoj asimilaciji. Bliskost s katoličkim Hrvatima pridonijela je kroatizaciji Čeha. Do popisa 1991. u BiH je ostalo samo 639 Čeha. Do prije rata i u jednoj crkvi u Prijedoru služena je misa na češkom jeziku, ali je ta crkva srušena početkom 1992. godine. Danas Česi žive u Sarajevu, Banjoj Luci, Prijedoru, Zenici i Prnjavoru. Većinski su stanovnici u Mačinom Brdu kod Prnjavora i Novoj Vesi kod Srpca.
Česi su po BiH osnovali svoja kulturno-umjetnička društva Češka beseda. Danas postoje u Sarajevu i Banjoj Luci. Česi su vrlo povezani s Hrvatima. Uz prirodnu asimilaciju u Hrvate, i knjigu o Česima u Sarajevu objavila je Matica hrvatska u Sarajevu.

## Vanjske poveznice
- Češka beseda Sarajevo
- Česi - Savez nacionalnih manjina RS  Arhivirana inačica izvorne stranice od 30. studenoga 2017. (Wayback Machine)
- Theses - Česi u Bosni i Hercegovini 1945.-1992.